# Novec 1230
El Novec 1230 (FK-5-1-12, C₆F₁₂O), és una cetona fluorada emprada com a agent gasós per a l'extinció d'incendis (de classe A, B i C) quan l'extinció basada en aigua no és pràctica o pot danyar equips o propietats valuoses, com ara museus, sales amb documents en paper únics, sales de servidors informàtics, bancs, sales blanques i hospitals. Al no contenir aigua no deixa residus ni condueix l'electricitat. A diferència del gas haló (antigament emprat per a l'extinció d'incendis i actualment prohibit), el Novec 1230 no danya la capa d'ozó: té una vida mitjana atmosfèrica de 5 dies i un potencial d'escalfament global d'1.
És un material d'alt pes molecular, en comparació amb la primera generació d'agents nets halocarbonats. El producte té una calor de vaporització de 88,1 kJ/kg i baixa pressió de vapor. El seu nom sistemàtic és 1,1,1,2,2,4,5,5,5-nonafluoro-4-(trifluormetil)-3-pentanona i la seva fórmula estructural CF₃CF₂C(=O)CF(CF₃)₂.

## Usos

### Extinció d'incendis d'equips o propietats valuoses
El Novec 1230 pot ser emprat en sistemes d'inundació total, parcial i localitzada, així com en aplicacions de ruixat direccionals. També s'utilitza en extintors portàtils per a aplicacions especialitzades. Per la seva aplicació en incendis s'emmagatzema en estat líquid i és descarregat en forma de gas, de manera que el seu emmagatzematge requereix aproximadament un 80% menys d'espai que els sistemes d'extinció basats amb gas inert.

### Fluid refrigerant
El Novec 1230 també té el potencial de ser emprat com a fluid refrigerant d'immersió completa submergint els components electrònics d'ordinadors o supercomputadors, com ha estat demostrat en diferents proves de concepte.

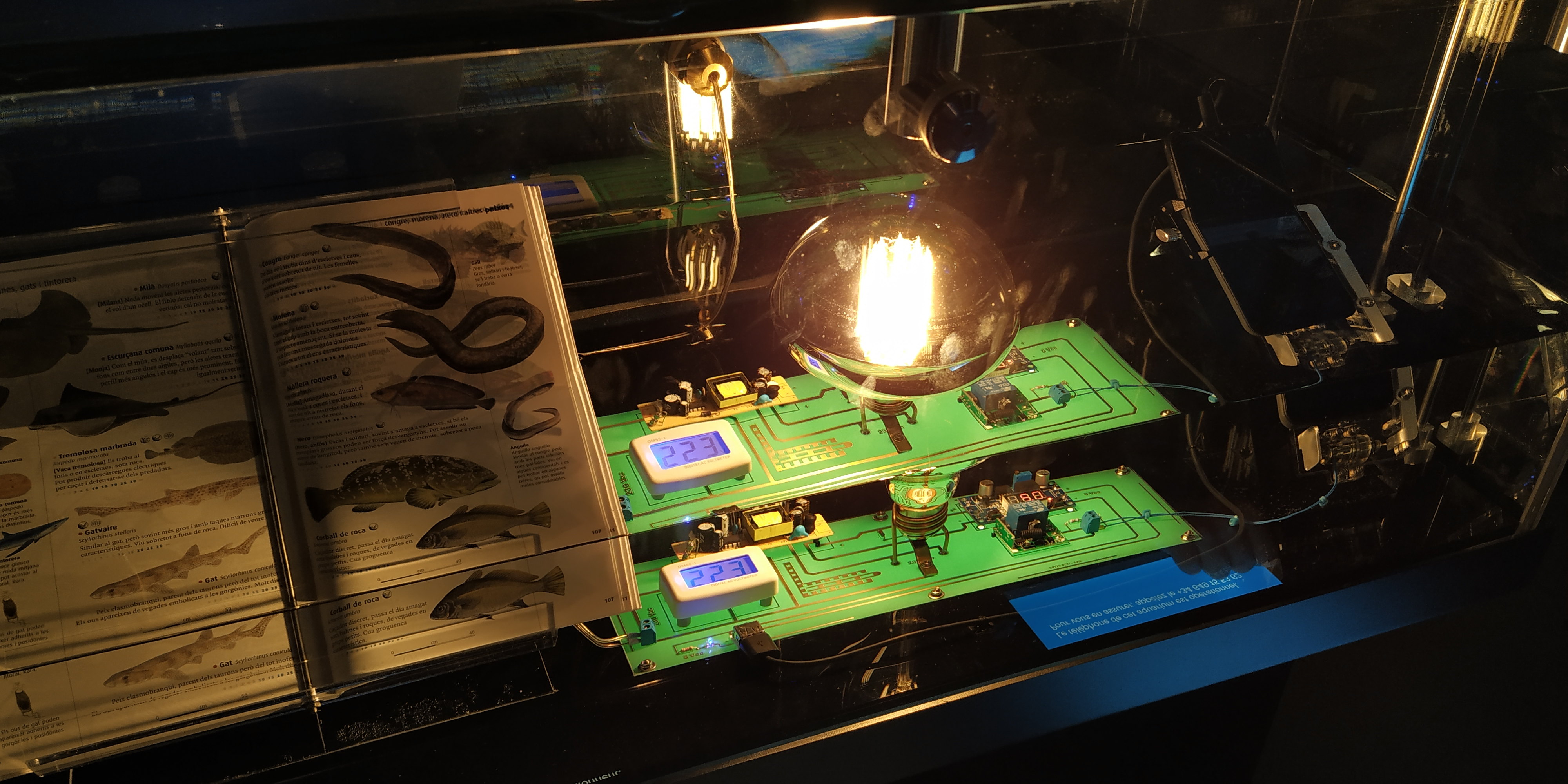
Diferents elements completament submergits en Novec1230. D'esquerra a dreta:
- Llibre que no presenta cap desperfecte
- Circuit elèctric que presenta un voltímetre i una bombeta encesa
- Telèfon mòbil

- Llibre que no presenta cap desperfecte
- Circuit elèctric que presenta un voltímetre i una bombeta encesa
- Telèfon mòbil